# Рефлексија осећања
Рефлексија осећања је техника у социјалном раду у којој социјални радник враћањем питања (рефлексијом) помаже клијенту да разуме сопствена исказана осећања. Тиме се подстиче даља експресија и разумевање проблема клијентове животне ситуације, а обезбеђује се и клијентова мотивација како да утиче на своју животну ситуацију, њену стабилизацију, побољшање или решење. Цолумбиа University, Хандбоок фор студент социал work